# Copa Real Federación Española de Fútbol (fase autonómica Castilla-La Mancha)
La fase autonómica de Castilla-La Mancha de la Copa Real Federación Española de Fútbol, es un campeonato oficial organizado por la Federación de Fútbol de Castilla-La Mancha (FFCM), bajo el auspicio de la Real Federación Española de Fútbol (RFEF), que enfrenta anualmente a algunos equipos de Castilla-La Mancha.

## Historia
En la temporada 1993-94 se recupera la Copa Real Federación Española de Fútbol. Esta fase se desarrollará a nivel regional y podrán participar, mediante inscripción voluntaria, todos los equipos de la correspondiente federación territorial, de Primera Federación, Segunda Federación y Tercera Federación, de la pasada temporada que no se hayan clasificado bien a la Copa del Rey, o bien a la fase nacional de la Copa Real Federación Española de Fútbol.
El campeón acude a la fase nacional de la Copa Real Federación Española de Fútbol.
En función de lo que marque el Reglamento de Competiciones de Ámbito Estatal para la temporada, cada federación regional tendrá que comunicar, en fecha que determine el Departamento de Competiciones, el nombre del equipo que hubiese adquirido el derecho para 
participar en la Fase Nacional.

Desde la temporada 2016-17 hasta la 2020-21 el torneo estuvo asociado a la Trofeo Junta de Comunidades de Castilla-La Mancha de fútbol, por lo que el campeón del torneo también se adjudicaba este trofeo.
En la temporada 2022-23 el campeón se clasificó para la final del Trofeo Junta de Comunidades de Castilla-La Mancha de fútbol, enfrentándose al ganador de una semifinal previa disputada entre el C. D. Quintanar del Rey y el C. D. Guadalajara (equipos ya clasificados para la Copa del Rey de esta temporada).
A partir de la temporada 2023-24 el campeón de la competición se clasifica para jugar la final del Trofeo Junta de Comunidades de Castilla-La Mancha de fútbol contra el equipo de la región mejor clasificado de todas las categorías.

## Sistema de competición
Se ha disputado de diversas maneras, tanto en sistema de eliminatorias como por liguillas.

## Ediciones
| Edición   | Temporada | Campeón                         | Subcampeón                      | Resultado         |
| --------- | --------- | ------------------------------- | ------------------------------- | ----------------- |
| I         | 1993-94   | Puertollano Industrial C. F.(1) | C. D. Manchego                  | 1-1 / 4-1         |
| II        | 1994-95   | Puertollano Industrial C. F.(1) | C. P. Villarrobledo             | Liga de 4 equipos |
| III       | 1995-96   | Tomelloso C. F.                 | Puertollano Industrial C. F.(1) | 6-0 / 4-1         |
| IV        | 1996-97   | C. F. Valdepeñas                | C. D. Guadalajara               | Liga de 3 equipos |
| V         | 1997-98   | C. P. Villarrobledo             | Puertollano Industrial C. F.(1) | 2-0 / 2-2         |
| VI        | 1998-99   | Tomelloso C. F.                 | Puertollano Industrial C. F.(1) | 3-1 / 3-0         |
| VII       | 1999-00   | C. P. Villarrobledo             | U. D. Almansa                   | 1-1 / 2-1         |
| VIII      | 2000-01   | Tomelloso C. F.                 | C. P. Villarrobledo             | 3-0 / 0-0         |
| IX        | 2001-02   | Talavera C. F.                  | Tomelloso C. F.                 | 0-2 / 3-0         |
| X         | 2002-03   | U. D. Socuéllamos(2)            | U. D. Almansa                   | 0-1 / 3-0         |
| XI        | 2003-04   | Manchego Ciudad Real C. F.      | U. D. Almansa                   | 0-1 / 3-1         |
| XII       | 2004-05   | C. F. Gimnástico de Alcázar     | Tomelloso C. F.                 | 2-0 / 0-0         |
| XIII      | 2005-06   | C. D. Puertollano               | C. F. Gimnástico de Alcázar     | 2-1 / 1-1         |
| XIV       | 2006-07   | U. D. Almansa                   | U. B. Conquense                 | 4-1 / 0-1         |
| XV        | 2007-08   | Daimiel C. F.                   | C. F. Gimnástico de Alcázar     | 3-2 / 0-0         |
| XVI       | 2008-09   | U. D. Almansa                   | C. D. Piedrabuena               | 2-2 / 1-0         |
| XVII      | 2009-10   | U. D. Almansa                   | Tomelloso C. F.                 | 2-1 / 1-1 (v)     |
| XVIII     | 2010-11   | U. D. Almansa                   | Manzanares C. F.                | 0-0 / 2-0         |
| XIX       | 2011-12   | C. P. Villarrobledo             | U. D. Almansa                   | 2-1 / 1-1         |
| XX        | 2012-13   | Villarrubia C. F.               | C. D. Ciudad Real(3)            | 3-1 / 1-1         |
| XXI       | 2013-14   | U. D. Almansa                   | C. D. Puertollano               | 1-2 / 2-0         |
| XXII      | 2014-15   | U. B. Conquense                 | C. D. Quintanar del Rey         | 2-1 / 1-0         |
| XXIII     | 2015-16   | C. D. Quintanar del Rey         | U. B. Conquense                 | 2-0 / 2-0         |
| XXIV(4)   | 2016-17   | Albacete Balompié               | C. D. Madridejos                | 0-0 (4:3 pen.)    |
| XXV(4)    | 2017-18   | C. P. Villarrobledo             | U. B. Conquense                 | 4-1               |
| XXVI(4)   | 2018-19   | Yugo-U. D. Socuéllamos C. F.    | Villarrubia C. F.               | 1-0               |
| XXVII(4)  | 2019-20   | U. B. Conquense                 | C. D. Toledo                    | 2-1               |
| XXVIII(4) | 2020-21   | Calvo Sotelo Puertollano C. F.  | U. B. Conquense                 | 1-0               |
| XXIX      | 2021-22   | C. D. Toledo                    | Atlético Albacete               | 0-0 (5:4 pen.)    |
| XXX       | 2022-23   | Villarrubia C. F.               | C. D. Marchamalo                | 1-1 (5:4 pen.)    |
| XXXI      | 2023-24   | C. F. Talavera de la Reina      | C. D. Guadalajara               | 2-1               |
| XXXII     | 2024-25   | Calvo Sotelo Puertollano C. F.  | C. D. Guadalajara               | 1-1 (4:3 pen.)    |

## Palmarés
| Equipo                         | Provincia   | Títulos | Subcampeonatos | Temporadas campeón                          | Temporadas subcampeón                       |
| ------------------------------ | ----------- | ------- | -------------- | ------------------------------------------- | ------------------------------------------- |
| U. D. Almansa                  | Albacete    | 5       | 4              | 2006-07, 2008-09, 2009-10, 2010-11, 2013-14 | 1999-00, 2002-03, 2003-04, 2011-12          |
| C. P. Villarrobledo            | Albacete    | 4       | 2              | 1997-98, 1999-00, 2011-12, 2017-18          | 1994-95, 2000-01                            |
| C. D. Puertollano              | Ciudad Real | 3       | 4              | 1993-94,(1) 1994-95,(1) 2005-06             | 1995-96,(1) 1997-98,(1) 1998-99,(1) 2013-14 |
| Tomelloso C. F.                | Ciudad Real | 3       | 3              | 1995-96, 1998-99, 2000-01                   | 2001-02, 2004-05, 2009-10                   |
| U. B. Conquense                | Cuenca      | 2       | 4              | 2014-15, 2019-20                            | 2006-07, 2015-16, 2017-18, 2020-21          |
| Villarrubia C. F.              | Ciudad Real | 2       | 1              | 2012-13, 2022-23                            | 2018-19                                     |
| Yugo-U. D. Socuéllamos C. F.   | Ciudad Real | 2       | 0              | 2002-03,(2) 2018-19                         | -                                           |
| Calvo Sotelo Puertollano C. F. | Ciudad Real | 2       | 0              | 2020-21, 2024-25                            | -                                           |
| C. F. Gimnástico de Alcázar    | Ciudad Real | 1       | 2              | 2004-05                                     | 2005-06, 2007-08                            |
| C. D. Quintanar del Rey        | Cuenca      | 1       | 1              | 2015-16                                     | 2014-15                                     |
| C. D. Toledo                   | Toledo      | 1       | 1              | 2021-22                                     | 2019-20                                     |
| C. F. Valdepeñas               | Ciudad Real | 1       | 0              | 1996-97                                     | -                                           |
| Talavera C. F.                 | Toledo      | 1       | 0              | 2001-02                                     | -                                           |
| Manchego Ciudad Real C. F.     | Ciudad Real | 1       | 0              | 2003-04                                     | -                                           |
| Daimiel C. F.                  | Ciudad Real | 1       | 0              | 2007-08                                     | -                                           |
| Albacete Balompié              | Albacete    | 1       | 0              | 2016-17                                     | -                                           |
| C. F. Talavera de la Reina     | Toledo      | 1       | 0              | 2023-24                                     | -                                           |
| C. D. Guadalajara              | Guadalajara | 0       | 3              | -                                           | 1996-97, 2023-24, 2024-25                   |
| C. D. Manchego                 | Ciudad Real | 0       | 1              | -                                           | 1993-94                                     |
| C. D. Piedrabuena              | Ciudad Real | 0       | 1              | -                                           | 2008-09                                     |
| Manzanares C. F.               | Ciudad Real | 0       | 1              | -                                           | 2010-11                                     |
| C. D. Manchego Ciudad Real     | Ciudad Real | 0       | 1(3)           | -                                           | 2012-13                                     |
| C. D. Madridejos               | Toledo      | 0       | 1              | -                                           | 2016-17                                     |
| Atlético Albacete              | Albacete    | 0       | 1              | -                                           | 2021-22                                     |
| C. D. Marchamalo               | Guadalajara | 0       | 1              | -                                           | 2022-23                                     |

### Títulos por provincias
| Provincia   | Títulos | Subcamp. | Campeones | Subcampeones |
| ----------- | ------- | -------- | --- | --- |
| Ciudad Real | 16      | 14       | C. D. Puertollano(3), Tomelloso C. F.(3), Villarrubia C. F.(2), Yugo-U. D. Socuéllamos C. F.(2), Calvo Sotelo Puertollano C. F.(2), C. F. Gimnástico de Alcázar(1), C. F. Valdepeñas(1), Manchego Ciudad Real C. F.(1), Daimiel C. F.(1) | C. D. Puertollano(4), Tomelloso C. F.(3), C. F. Gimnástico de Alcázar(2), Villarrubia C. F.(1), C. D. Manchego(1), C. D. Piedrabuena(1), Manzanares C. F.(1), C. D. Manchego Ciudad Real(1) |
| Albacete    | 10      | 7        | U. D. Almansa(5), C. P. Villarrobledo(4), Albacete Balompié(1) | U. D. Almansa(4), C. P. Villarrobledo(2), Atlético Albacete(1) |
| Cuenca      | 3       | 5        | U. B. Conquense(2), C. D. Quintanar del Rey(1) | U. B. Conquense(4), C. D. Quintanar del Rey(1) |
| Toledo      | 3       | 2        | C. D. Toledo(1), Talavera C. F.(1), C. F. Talavera de la Reina(1) | C. D. Toledo(1), C. D. Madridejos(1) |
| Guadalajara | 0       | 4        | | C. D. Guadalajara(3), C. D. Marchamalo(1) |